# Мушнянське (заповідне урочище)
Му́шнянське — болотне заповідне урочище в Україні. Розташоване в межах Сарненського району Рівненської області, на захід від села Мушні.
Площа 19,5 га. Статус присвоєно згідно з рішенням Рівненського облвиконкому від 22.11.1983 року № 343 (зі змінами рішення облвиконкому № 98 від 18.06.1991 року). Перебуває у віданні ДП «Остківський лісгосп» (Мушнянське л-во, кв. 50, вид. 2, 3, 6).
Статус присвоєно для збереження частини лісового масиву з насадженнями сосни на заболоченій ділянці.